# Dayton (Londen)
Dayton is een historisch Engels merk van fietsen, motorfietsen, tricycles, autocycles en scooters.
De bedrijfsnaam was: Charles Day Mfg. Co. Ltd., later Dayton Works, North Acton, London, later Shoreditch, London en Park Royal, London.
In 1913 presenteerde de rijwielfabrikant Charles Day zijn eerste gemotoriseerde fiets met een 162cc-clip-on motor met een Amac carburateur, mengsmering, een tweeversnellingsbak en naar keuze een Druid of Saxon-voorvork. Het model was ook zonder versnellingen leverbaar. In 1915 volgde ook een damesmodel en zeer waarschijnlijk ook een gemotorseerd invalidenvoertuig, maar door het uitbreken van de Eerste Wereldoorlog moest de productie worden gestaakt. In 1920 kwam het merk opnieuw op de markt, maar nu met een motorfiets met een 269cc-Villiers-tweetaktmotor en een cilindervormige benzinetank die onder de bovenste framebuis was gehangen. Dit model werd echter pas in 1921 in productie genomen, tegelijk met een tricycle met een 4pk-Blackburne-motor en drie versnellingen.
Hierna werd van motorfietsproductie niets meer vernomen en Dayton concetreerde zich op de productie van fietsen tot in 1939, na de verhuizing naar North Acton, een autocycle met een 98cc-Villiers-blokje verscheen. Nu gooide de Tweede Wereldoorlog roet in het eten en de productie werd meteen gestaakt. Na de oorlog ging men weer fietsen produceren.
In 1955 kwam Dayton op de markt met de "Albatross" scooter met een 224cc-Villiers 1H-motor, maar de verkoop viel tegen vanwege de concurrentie van de inmiddels populaire Italiaanse Vespa- en Lambretta-scooters. Daarbij kwam nog dat de Albatross tamelijk zwaar en lomp was ontworpen. Er kwamen nieuwe scootermodellen, waarvan de "Flamenco" het laatste was. De productie daarvan eindigde in 1960.